# Namhan-san
Namhan-san är ett berg i Sydkorea.   Det ligger i provinsen Gyeonggi, i den norra delen av landet, 20 km sydost om huvudstaden Seoul. Toppen på Namhan-san är 460 meter över havet.
Terrängen runt Namhan-san är kuperad åt sydost, men åt nordväst är den platt. Runt Namhan-san är det tätbefolkat, med 476 invånare per kvadratkilometer. Närmaste större samhälle är Seoul, 19,5 km nordväst om Namhan-san. I omgivningarna runt Namhan-san växer i huvudsak blandskog.